# IEEE 802.1p
IEEE 802.1p – standard wykorzystujący 3-bitową część nagłówka pakietu ethernetowego, aby określić każdemu pakietowi konkretny poziom priorytetu na lokalnym łączu danych. Poziom priorytetu określa zachowanie na przeskoku. 802.1p określa nadawanie priorytetu jako traffic class expediting.